# マット安川の「勝負」シリーズ
マット安川の「勝負」シリーズ（マットやすかわのしょうぶシリーズ）は、アール・エフ・ラジオ日本で放送された、一連のマット安川がパーソナリティを務める番組群のことである。

## 概要
元々はミッキー安川がパーソナリティを務める一連の番組であったが、ミッキー安川の逝去に伴って長男のマット安川が全番組を引き継いだ。マットがその日・その週に起こった出来事やリスナーからのメールやFAXへの質問に答えたりする。ミッキー時代と同様に、リスナーからの意見を多く紹介していた。
番組のキャッチコピーは「世相に斬り込む 生放送! マット安川の ずばり勝負!」であった。
ネットしていた局は、コミュニティ放送局を中心としていた。
2020年3月27日に『マット安川のずばり勝負』が終了を迎える。1981年から始まった『ミッキー安川の毎日が勝負』時代を含めて、39年間の長期に渡り続いた「勝負」シリーズはこれをもって終了した。

## スポンサー
- 過去に全ての番組内で、オフィスヤスカワが取り扱っている健康補助食品である「のどポリス」「アイ・イイヨ」「楽楽鎮」のラジオコマーシャルが放送されていた。
- 『ずばり勝負』では、大王製紙、トヨタウエインズグループ[3]、セガサミーグループがスポンサーについていた。

## マット安川のずばり勝負

### 内容
- 原点は1981年に放送が開始された『ミッキー安川の毎日が勝負』である。その後『ミッキー安川のずばり勝負』に番組名が変更となり、2010年1月のミッキー安川の逝去に伴い、2010年2月から息子のマット安川が番組を引き継いだ。
- 2010年をもって通算29年目に突入した長寿番組にもなり、ラジオ日本を代表する看板番組的存在であった。
- 放送内容は、日本ビジネスプレスに抜粋掲載されていた。
- 主に政治家・評論家がゲストに招かれてトークを展開していた。
- 2010年4月2日から、経済アナリストでSBIモーゲージ代表取締役の円山法昭による「週刊まるやまEYES」が開始される。
- 2012年4月から「価値組ビジネス」を番組内のコーナーとして吸収する。
- 2020年3月27日をもって番組が終了する。10年間継続された。

### 放送時間
- 毎週金曜日 12:30-15:00
- 茨城県の水戸コミュニティ放送（FMぱるるん）では、内容を抜粋して、毎週木曜日14:00-16:00に時差放送[4]。
- ラジオ日本小田原放送局からは、当番組の代わりに『ラジカルランド』を放送していたが、2018年3月30日をもって終了し、翌週4月6日からは小田原放送局エリアでも横浜から当番組を放送。

### アシスタント
- 加藤知華 ※加藤は前番組である「ミッキー安川のずばり勝負」から引き続いて息子であるマット安川の番組アシスタントを担当しており、番組終了まで10年間務めた。

### コーナー出演者
- 円山法昭（SBIモーゲージ代表取締役）

### テーマ曲
- サウス・ランパート・ストリート・パレード[5]

### タイムテーブル
- 12:30 オープニング・オフィスヤスカワヘルシー事業部の健康補助食品の紹介[6]

- 12:35 マット安川のトーク[7]
- 12:50 本日のゲストとのトーク
- 13:00 オフィスヤスカワヘルシー事業部の健康補助食品の紹介
- 13:05 本日のゲストとのトーク（続き）
- 14:00 ニュース・天気予報・道路情報
- 14:10 オフィスヤスカワヘルシー事業部の健康補助食品の紹介
- 14:15 〜 価値組ビジネス[8]
- 14:30 〜 ずばりスポーツのコーナー[9]・サプリで勝負・ずばりフィットネス[10]
- 14:55  エンディング[11]

### 主なゲスト
安倍晋三
2010年8月6日「リーダーシップなくして改革に成功なし日本を憂う台湾の李登輝元総統」
2010年8月13日「なぜいまさら韓国に謝らねばならないのか安倍元首相が民主党をめった斬り、愚か者の官房長官め！」
猪瀬直樹
2010年7月2日「東京都が世界の水メジャーになってやる！官には宝の山がある〜猪瀬直樹、大いに語る」
平沢勝栄
2010年7月16日「日本はもはやシンガポールに追いつけない ばらまきやめて日本経済の再建を最優先せよ」
2010年7月20日「小沢一郎、秋に乾坤一擲の大勝負へ平沢勝栄がずばり斬る、これからの政局」
2010年11月12日「海保の士気は落ち、中国船を防げなくなる？中国漁船の衝突ビデオ、全くお粗末な日本政府」
川嶋諭JBpress編集長
2010年5月28日「危機管理のイロハを知らない政府の恐ろしさ 口蹄疫と普天間の次はどんな燎原に火をつける？」
上田清司（埼玉県知事）

宮崎正弘（作家・評論家）
2010年6月11日「菅直人首相、200兆円の経済対策をしませんか 小手先の対症療法では亡国を加速させるだけ」
2010年11月19日「尖閣の次は台湾、そして沖縄を狙う中国  反日デモは完全な官製デモ、中国国内の分裂が表面化」
南丘喜八郎（K&Kプレス社長・雑誌『月刊日本』主幹、元・アールエフラジオ日本取締役論説室長）

田中慶秋（民主党、衆議院議員）
2010年9月10日「菅〜小沢の一騎討ちだけは避けたかった政権を担ってびっくり、カネがなくマニフェスト実行が困難に」
2010年10月22日「武器輸出三原則は直ちに見直すべし自殺者の1割は中小企業経営者という事態を放置するな」
佐藤優（外交官）
2010年5月21日「 中国の本質は社会主義ではなく帝国主義だ 佐藤優が語る沖縄の歴史と国防論」
2010年9月17日「民主党選挙、本当の勝者は官僚だった佐藤優が熱く語る〜「尖閣事件に外交配慮は一切するな」
稲村公望（中央大学大学院客員教授）
2010年6月25日「世界の潮流に逆行、唖然とする増税論議政府は景気回復のために全力を挙げよ」
ケビン・クローン（フリージャーナリスト）

石平
2010年11月5日「ならず者国家、中国の八方塞がり国外脱出を準備する共産党幹部も現れる」
武田良太（自由民主党衆議院議員）
2010年10月29日「志を持たない政治家よ、今すぐ国会を立ち去れ！政党が政治家を作るのではなく、政治家が政党を作る」
松原仁（衆議院議員・民主党）
2010年10月15日「日銀よ、アリバイ作り政策は即刻やめよ150兆円の資金を放出せよ、それでやっと米国並みだ」
円山法昭（SBIモーゲージ株式会社代表取締役）
2010年10月8日「菅首相、お隣の“CEO大統領”を見習ったら？雇用を生み出すには、企業の競争力が何より必要」
井上義久（公明党幹事長、衆議院議員）
2010年10月1日「尖閣は日中友好を考え、普天間は一度白紙に民主党政権の現場感覚欠如が、次々と難問を生み出す」
池東旭（韓国人ジャーナリスト）
2010年6月4日「北朝鮮が狙う日本海側の原発、守備は万全？ 日本人よ平和ボケから覚めハングリー精神を持て！」
2010年9月24日「日本の弱腰外交は近隣諸国の大迷惑世界から尊敬されるためには、批判を恐れず核武装すべき」
松木けんこう（民主党国会対策筆頭副委員長）
2010年9月3日「日本の首相が短期間で代わって何が悪い！まず何よりも新体制で、積極財政による経済活性化を」
小池晃（日本共産党政策委員長）
2010年8月27日「韓国に謝って当然、議員定数の削減には反対 日本の消費税は十分高い〜小池晃・日本共産党政策委員長」
藤木幸夫（横浜港運協会会長、藤木企業株式会社代表取締役会長）
2010年7月9日「泥試合必至の参院選、日本を任せるに足るのは誰か」
2010年8月20日「靖国に参拝できない国会議員なら辞めてしまえ! 日本を骨抜きにしたい米国の手下となった日教組と自治労」
浅川博忠
2010年4月23日「浅川博忠が説く保守2大政党制への道 [マット安川のずばり勝負]〜たちあがれ日本が媒介役に」
2010年7月23日「民主党よ、国家ビジョン、国家戦略を示せ国民目線だけでは国を滅ぼす」
小林節
2010年6月18日「ついに改憲議論をスタートさせるか、菅政権 普天間の迷走がもたらした意外な効果」
アグネス・チャン
2010年5月14日「日本の子供たちよ夢を持ち、海外を見よう 世界で最も恵まれたあなには未来がある〜アグネス・チャン」
田久保忠衛（杏林大学名誉教授、日本会議第4代議長）
2010年5月7日「拝啓、鳩山総理、日本はどう守るのですか 今こそ欲しい「千万人といえども吾ゆかん」の精神」
櫻井よしこ
2010年4月30日「日本人よ、中国の示威行為を恐れず自信持て [マット安川のずばり勝負]〜櫻井よしこが語る日本再生論」
白井貴子
2010年4月16日「白井貴子が語る人生の転機と環境問題 [マット安川のずばり勝負] 〜使い捨て文化はもう御免」
高木勝
2010年4月9日「相次ぐ鳩山批判、不況と不安はなぜ消えないのか [マット安川のずばり勝負] 〜第1回」
| ラジオ日本 金曜日 12:30 - 15:00 | ラジオ日本 金曜日 12:30 - 15:00                        | ラジオ日本 金曜日 12:30 - 15:00            |
| 前番組                          | 番組名                                                 | 次番組                                     |
| ------------------------------- | ------------------------------------------------------ | ------------------------------------------ |
| ミッキー安川のずばり勝負        | マット安川のずばり勝負 (2010年2月12日 - 2020年3月27日) | Happy Voice! from YOKOHAMA (12:00 - 15:00) |

## その他終了した番組

### マット安川のオレンジマンデー

#### 内容
- オフィスヤスカワヘルシー事業部が取り扱い販売する健康補助食品の紹介と、横浜中華街にある薬蜜本舗のハチミツの紹介が主である。録音放送のためリスナーからのFAX・メールの募集および紹介は無かった。

#### 放送時間
- 毎週月曜日 23:30-24:00

### マット安川のゴルフ放談

#### 内容
- ゴルフ場へ車で向かうリスナーに対し、車中で聴いて貰う目的の放送内容であった。ゴルフをプレーするにあたっての心構えや、ゴルファーの健康管理向けのトークを展開していた。

#### 放送時間
- 毎週日曜日 8:10-8:30

### マット安川の雑オロジー

#### 内容
- 政治や時事・健康に関するトークや、リスナーからのメール・FAXへの質問に答えて番組は進行して行った。番組内でオフィスヤスカワが販売する健康補助食品の紹介があり『スーパーフライデー』の時と同じく、午前0時になると君が代を流していた。これは父のミッキー安川時代から引き継いでいる。
- 「雑オロ世論調査」と題して、毎回お題を発表してリスナーに呼びかけて意見を募集する。翌週の放送でその集計結果を発表した。

#### 放送時間
- 毎週日曜日 23:30-25:30

### マット安川のmusic.

#### 内容
今人気となっている最新曲から、長年歌い続けられている定番曲まで邦楽・洋楽を問わず紹介し、現在の音楽業界を知り尽くす。娯楽と教養の文武両道を目指した番組であった。
番組は約半年間放送されている。

#### 放送時間
- 毎週日曜日 23:30-25:30

#### コーナー
※番組開始当初のもの
ゲストとのコーナー
音楽の「匠」に音楽業界のあれこれを学ぶ。
歌の登竜門
新人または無名歌手がスタジオで以下の試練をクリアするとレコード会社への紹介などをしてくれる。
試練1
歌唱力初級編 - 季節の歌などを歌う。
試練2
音楽の教養の試験
試練3
歌唱力上級編 - 『さくらさくら』を歌う。

#### タイムテーブル
※番組開始当初のもの
- 23:30　オープニング
- 23:35頃　ゲストとのコーナー
- 24:00頃　君が代
- 24:30頃　歌の登竜門
- 24:50頃　マットのとっておき

#### スタッフ
- 構成：矢野了平
- プロデューサー（アシスタント兼務）：大畠鎌児

ほか

#### ゲスト
- 石坂敬一（社団法人日本レコード協会会長）-2010年4月4日
- 富澤一誠（音楽評論家）-2010年4月11日
- 大石征裕（社団法人音楽制作者連盟 理事長）-2010年4月18日
- 中西健夫（株式会社ディスクガレージ社長）-2010年4月25日
- 服部克久（日本音楽作家団体協議会会長）-2010年5月2日
- 五代目・常磐津文字兵衛（常磐津節・三味線方）-2010年5月9日
- 井戸田善之（NHK交響楽団）-2010年5月16日
- 吉岡広統（日経エンタテインメント! 編集長）-2010年5月23日
- 臼井孝（音楽 マーケティングアナリスト）-2010年5月30日
- 小鉄徹（マスタリングエンジニア）-2010年6月6日
- 植村和紀（T&Mクリエイティブ株式会社）-2010年6月13日
- アグネス・チャン（歌手）-2010年6月20日
- 白井貴子（歌手）-2010年6月27日
- 山崎広子（音声学）-2010年7月4日
- 鈴木健士（音楽プロデューサー）-2010年7月11日
- 渡邉ケン（TOKYO BOOT UP!実行委員会代表）-2010年7月18日
- 庄野真代（歌手）-2010年7月25日
- 小田裕一郎（作曲家　編曲家）-2010年8月1日
- ジョー奥田（ネーチャーサウンドアーティスト）-2010年8月8日
- 石川茂樹（株式会社ニーチタイム代表取締役）-2010年8月15日
- 関口義人（音楽評論家）-2010年8月22日
- 鈴木明（日刊レコード展望社）-2010年8月29日
- 松谷泰治（日本広告音楽制作者連盟事務局長）-2010年9月5日
- 松永鉄九郎（長唄松永流師範）-2010年9月12日
- 野中規雄（株式会社日本洋楽研究会主任研究員）-2010年9月19日
- 行達也（CDショップ大賞実行委員長）-2010年9月26日

#### 「歌の登竜門」挑戦者
- Rina moon -2010年4月4日
- 大類綾 -2010年4月11日
- 片岡優香 -2010年4月18日
- 西田良穂

ほか

#### 「マットのとっておき」ゲスト
- 響道宴（太鼓ソリスト） -2010年4月11日
- 谷本賢一郎（ザ・ニュースペーパー） -2010年4月18日

ほか

#### 備考
- 放送の模様はUstreamでも同時中継され、また生放送中はtwitterとも連動していたが番組開始数ヶ月程度で終了した。詳細は「外部リンク」を参照。
- 音声がUstreamで配信されるため、他番組とは異なり「君が代」は伴奏のみが放送されていたが、番組開始数ヶ月後に「君が代」の放送自体が無くなっている。

### マット安川のスーパーフライデー

#### 内容
- 元々の番組は1994年に放送が開始された『ミッキー安川の朝まで勝負』であり、その後継番組として2007年11月2日から放送開始された。その番組タイトルは『ミッキー安川のスーパーフライデー』となった。
- 午前0時になると、君が代の録音を流していた。歌唱していた演歌歌手は大川健太郎をはじめ久保田健司・伊達めぐみ・水田かおり・春日めぐみの5名であり、ミッキー安川時代より引き継がれていた。
- マット安川に番組が担当してからは、様々な分野からゲストが出演している。

#### 放送時間
- 毎週金曜日 23:00-25:00

#### タイムテーブル
- 23:00 - 23:59  今週のゲストとのトーク。
- 24:00　君が代   ※毎回録音を流していた。
- 24:01 - 25:00  サプリメントの紹介・リスナーからのメールやFAXの紹介。

#### ゲスト
- ハル常住（スポーツインストラクター）-2010年2月05日
- 初代三笑亭夢丸（落語家）-2010年2月12日
- 加地隆雄（横浜ベイスターズ社長）-2010年2月19日
- 紅音ほたる（元AV女優、HIV予防啓発活動家）-2010年2月26日
- 田中慶秋（民主党衆議院議員）-2010年3月5日
- 清水克衛（NPO法人読書普及協会理事長）-2010年3月12日
- 松木謙公（民主党衆議院議員）-2010年3月19日
- 道場六三郎（和食料理家）-2010年3月26日
- 大仁田厚（プロレスラー・元参議院議員）-2010年4月2日
- 吉田豪（プロインタビュアー・コラムニスト）-2010年4月9日
- 松本ヒロユキ（写真家）-2010年4月16日
- 五十嵐圭（プロバスケットボールプレーヤー）-2010年4月23日
- 本田泰人 （元サッカー選手）-2010年4月30日
- 宮口公寿（株式会社フューチャーワークス代表記憶術）-2010年5月7日
- 神取忍（自由民主党参議院議員・女子プロレスラー）-2010年5月14日
- 石井浩一郎（レーサー）-2010年5月21日
- 東寿彦（ゴルフ雑誌ALBA編集長）-2010年5月28日
- 為末大（陸上競技選手）-2010年6月4日
- 原万紀子（吉本新喜劇）-2010年6月11日
- 水田かおり（演歌歌手）-2010年6月11日
- 佐々木昭雄（中央政策研究所事務局長）-2010年6月18日
- 小松易（かたづけ士）-2010年6月25日
- 有地京子（名画解説講師）-2010年7月2日
- 南丘喜八郎（雑誌『月刊日本』主幹）-2010年7月9日
- 橘ジュン（VOICES MAGAZINE編集長）-2010年7月16日
- 大塚晶則（プロ野球選手）-2010年7月23日
- 李登輝（元中華民国総統・台湾での録音インタビュー）-2010年7月30日
- 堀田純司（ライター・フリー編集者）-2010年8月6日
- 安田浩一（ジャーナリスト）-2010年8月13日
- 土屋京子（翻訳家）-2010年8月20日
- 安田峰俊（ノンフィクションライター）-2010年8月27日
- うえむらちか（女優タレント）-2010年9月3日
- 伊藤淳子（株式会社エイガアル代表）-2010年9月10日
- 齊藤正明（ネクストスタンダード代表）-2010年9月17日
- 染谷恵司（株式会社ブッキング）-2010年9月24日
- アグネス・チャン（歌手）-2010年10月1日
- 稲葉利彦（株式会社セレスポ代表取締役）-2010年10月8日
- 市川愛（葬儀相談員 市川愛事務所リリーフ代表）-2010年10月15日
- 小林信也（作家、スポーツライター）-2010年10月22日
- 吉永賢一（東京大学医学部家庭教師研究会代表）-2010年10月29日
- 南丘喜八郎（雑誌『月刊日本』主幹）-2010年11月5日
- AKI猪瀬（スポーツライター・評論家）-2010年11月12日
- 常岡浩介（ジャーナリスト）-2010年11月19日
- 神立尚紀（写真家）-2010年11月26日
- 大家友和（横浜ベイスターズ）-2010年12月3日
- 南方哲也（財団法人天風会評議員）-2010年12月10日
- 田尻義博（プロレスラー）-2010年12月17日
- アントニオ古賀（歌手・ギタリスト）-2010年12月24日
- 田中慶秋（民主党衆議院議員）-2010年12月31日
- 相川亮二（東京ヤクルトスワローズ）-2010年12月31日
- 佐藤恵里（NPO法人Peace Field Japan副理事長）-2011年1月7日
- 栗原治久（クラブ・ラジオ・横浜スタジアムのスタジアムDJ）-2011年1月14日
- 2011年1月21日は、ゲストなし
- 辻秀一（スポーツ・ドクター）-2011年1月28日
- YOSHIE（ベリーダンサー）-2011年2月4日
- 金香清（月刊誌・クーリエ・ジャポン）-2011年2月11日
- 瀬尾傑（『現代ビジネス』編集長）-2011年2月18日
- 大山真理枝（モデル）-2011年2月25日
- 青木肇（講談社編集者）-2011年3月4日
- 2011年3月11日は、東日本大震災発生のため番組内容は急遽変更となり、ゲスト出演は無し。予定していたゲスト寺田圭太郎（ブログテラの多事寸評運営者）はお蔵入りになった。
- 高木三四郎（プロレスラー）-2011年3月18日
- 水田かおり（演歌歌手）-2011年3月25日

など。

### マット安川のエンタラジオ

#### 内容
様々な情報を幅広く紹介した総合バラエティー番組であった。一部のコーナーは「ミッキー安川の雑オロジー」や「マット安川のmusic.」をほぼそのまま引き継いで放送していた。

#### 放送時間
- 毎週日曜日 23:30-25:30

### 価値組ビジネス
企業の代表を迎えたビジネストーク番組。2008年10月6日から放送が開始され、2012年4月からは「ずばり勝負」内に移行した。
- 2020年3月27日に「マット安川のずばり勝負」終了後は、現在「マット安川の価値観Sunday！」内の中で継続されている。

#### 放送時間
- 毎週日曜日 8:10-8:30